# Jean Baratte
Pour les articles homonymes, voir Baratte (homonymie).
Jean Baratte, né le 7 juin 1923 à Lambersart et mort le 1er juillet 1986 à Faumont, est un footballeur international puis entraîneur français. Il évolue au poste d'attaquant du début des années 1940 au milieu des années 1950.
Après des débuts à l'Olympique Iris Club Lillois, il fait l'essentiel de sa carrière au Lille OSC avec qui il est champion de France en 1946 et 1954 et vainqueur de la Coupe de France en 1946, 1947, 1948, 1953 et 1955. Après des passages à l'AS aixoise et au CO Roubaix-Tourcoing, il termine sa carrière au Lille OSC.
Auteur de 169 buts en Division 1, il est l'un des meilleurs buteurs de l'histoire du championnat de France. Il compte 32 sélections pour 19 buts inscrits en équipe de France.
Devenu entraîneur, il dirige notamment le Lille OSC, l'ES Tunis, l'US Tourcoing et le RC Arras qu'il fait accéder en division 3. .

## Biographie
Évoluant au poste d'avant-centre, Jean Baratte fait ses débuts de footballeur à l'Olympique Iris Club lillois pendant la Seconde Guerre mondiale. En 20 ans, il brille avec sa sélection régionale lors du championnat fédéral de 1943-1944. En 1944 l'Olympique lillois intègre le Lille OSC. Baratte en devient le meneur offensif. 
Il marque de nombreux buts chaque saison, au point d'être sacré meilleur buteur du championnat de Division 1 en 1948 (31 buts) et 1949 (26 buts), et amasse un grand palmarès avec son équipe, qui remporte le doublé coupe-championnat en 1946, puis la Coupe de France en 1947, 1948 (il marque un doublé en finale contre le RC Lens) et 1953. En championnat, les Lillois terminent à la 2e place en 1948, 1949, 1950 et 1951. Capitaine du club lillois à la suite de Jules Bigot (notamment lors des finales de Coupe de France en 1949 et 1953), il est surnommé « Capitaine courageux » par les supporters. En demi-finale de Coupe de France en 1952, alors que les deux gardiens de but professionnels du club sont indisponibles (blessé et absent), il occupe avec brio le poste face aux Girondins de Bordeaux, vainqueurs 2-1 après prolongation à Colombes,. 
Emblématique à Lille, Baratte est aussi un joueur important de l'équipe de France. Il marque 19 buts en 32 sélections en équipe de France entre 1944 à 1952,. Il est capitaine des Bleus à 12 reprises, à partir de 1949, notamment lors du barrage perdu de justesse face à la Yougoslavie en tour préliminaire à la Coupe du monde de 1950 (3-2 a. p.).

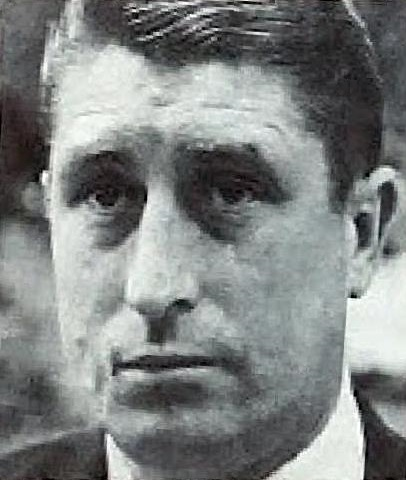
Jean Baratte à la fin des années 1950.

En novembre 1953, alors qu'il est en conflit avec l'entraîneur André Cheuva, il quitte Lille. Il rejoint l'AS aixoise, en D2. Ayant joué quatre matchs avec le LOSC en début de saison, il compte à son palmarès le titre de champion remporté par ses anciens coéquipiers cette saison-là. En décembre 1954, il revient dans le Nord, au CO Roubaix-Tourcoing, dernier du championnat, comme entraîneur-joueur. Moins efficace devant le but, il ne peut empêcher la relégation du club. Revenu à un poste de joueur la saison suivante, il réalise une saison pleine mais l'équipe ne termine qu'à la 10e place. 
L'année suivante, il fait son retour au Lille OSC, tombé en D2. Même s'il joue relativement peu, il aide son club historique à terminer sur le podium afin qu'il retrouve l'élite.
Avec un total de 169 buts inscrits en Division 1 entre 1945 et 1955, il est le 12e meilleur buteur de l'histoire du championnat de France.
Plusieurs années après la fin de sa carrière footballistique, il devient entraîneur, d'abord au Lille OSC en 1961-1962 en Division 2, puis à l'Espérance sportive de Tunis l'année suivante. Après une pause, il dirige l'US Tourcoing de 1966 à 1968, en Championnat de France amateur Nord puis le RC Arras qu'il fait accéder à la Division 3 à l'issue de la saison 1971/1972.
Après sa carrière dans le football, il devient aussi restaurateur, comme son père, et tient notamment l'Auberge de l'Authie à Nempont-Saint-Firmin.
Son nom a été donné au stade de l'OS Fives, club du quartier lillois du même nom.
En 2022, le magazine So Foot le classe dans le top 1000 des meilleurs joueurs du championnat de France, à la 56e place.

## Statistiques de joueur
| Saison                | Club                        | Championnat           | Championnat | Championnat | Coupe(s) nationale(s) | Coupe(s) nationale(s) | Total | Total |
| Saison                | Club                        | Division              | M.          | B.          | M.                    | B.                    | M.    | B.    |
| 1941-1942             | Olympique Iris Club lillois | D1-N                  | 5+          | 3+          | -                     | -                     | 5     | 3     |
| 1942-1943             | Olympique Iris Club lillois | D1-N                  |             | 25+         | -                     | -                     | 0     | 25    |
| 1943-1944             | ÉF Lille-Flandres           | D1-N                  | 28          | 12          | -                     | -                     | 28    | 12    |
| 1944-1945             | Lille OSC                   | D1-N                  |             |             | 1                     | 0                     | 1     | 0     |
| 1945-1946             | Lille OSC                   | D1                    | 30          | 19          | 1                     | 0                     | 31    | 19    |
| 1946-1947             | Lille OSC                   | D1                    | 30          | 28          | 1                     | 0                     | 31    | 28    |
| 1947-1948             | Lille OSC                   | D1                    | 34          | 31          | 1                     | 2                     | 35    | 33    |
| 1948-1949             | Lille OSC                   | D1                    | 32          | 26          | 1                     | 0                     | 33    | 26    |
| 1949-1950             | Lille OSC                   | D1                    | 33          | 22          | -                     | -                     | 33    | 22    |
| 1950-1951             | Lille OSC                   | D1                    | 32          | 19          | -                     | -                     | 32    | 19    |
| 1951-1952             | Lille OSC                   | D1                    | 34          | 11          | 3                     | 2                     | 37    | 13    |
| 1952-1953             | Lille OSC                   | D1                    | 33          | 10          | 3                     | 0                     | 36    | 10    |
| juil-nov. 1953        | Lille OSC                   | D1                    | 4           | 1           | -                     | -                     | 4     | 1     |
| nov. 1953-1954        | AS aixoise                  | D2                    | 26          | 9           | 1                     | 0                     | 27    | 9     |
| juil-déc. 1954        | AS aixoise                  | D2                    | 18          | 4           | -                     | -                     | 18    | 4     |
| déc. 1954-1955        | CO Roubaix-Tourcoing        | D1                    | 16          | 2           | 4                     | 0                     | 20    | 2     |
| 1955-1956             | CO Roubaix-Tourcoing        | D2                    | 38          | 10          | 2                     | 0                     | 40    | 10    |
| 1956-1957             | Lille OSC                   | D2                    | 14          | 3           | 1                     | 0                     | 15    | 3     |
| Total sur la carrière | Total sur la carrière       | Total sur la carrière | 402         | 232         | 19                    | 4                     | 421   | 236   |

## Palmarès de joueur
- Champion de France de D1 en 1946 et 1954 avec le Lille OSC
- Vice-Champion de France de D1 en 1948, 1949, 1950 et 1951 avec le Lille OSC
- Vainqueur de la Coupe de France en 1946, 1947, 1948,  1953 et 1955 avec le Lille OSC
- Finaliste de la Coupe de France en 1945 et 1949 avec le Lille OSC

Lorsqu'il remporte sa quatrième victoire en Coupe de France en 1953, il égale un record co-détenu par Jean Boyer, Paul Nicolas, Maurice Dupuis, Auguste Jordan ou encore son coéquipier Marceau Somerlinck. Ce dernier sera le premier joueur à gagner une cinquième édition, en 1955.